# Sporelærke
Sporelærke (latin: Chersomanes albofasciata) er en spurvefugl, der lever i det sydlige Afrika.